# Olympische Sommerspiele 1988/Leichtathletik – Kugelstoßen (Männer)

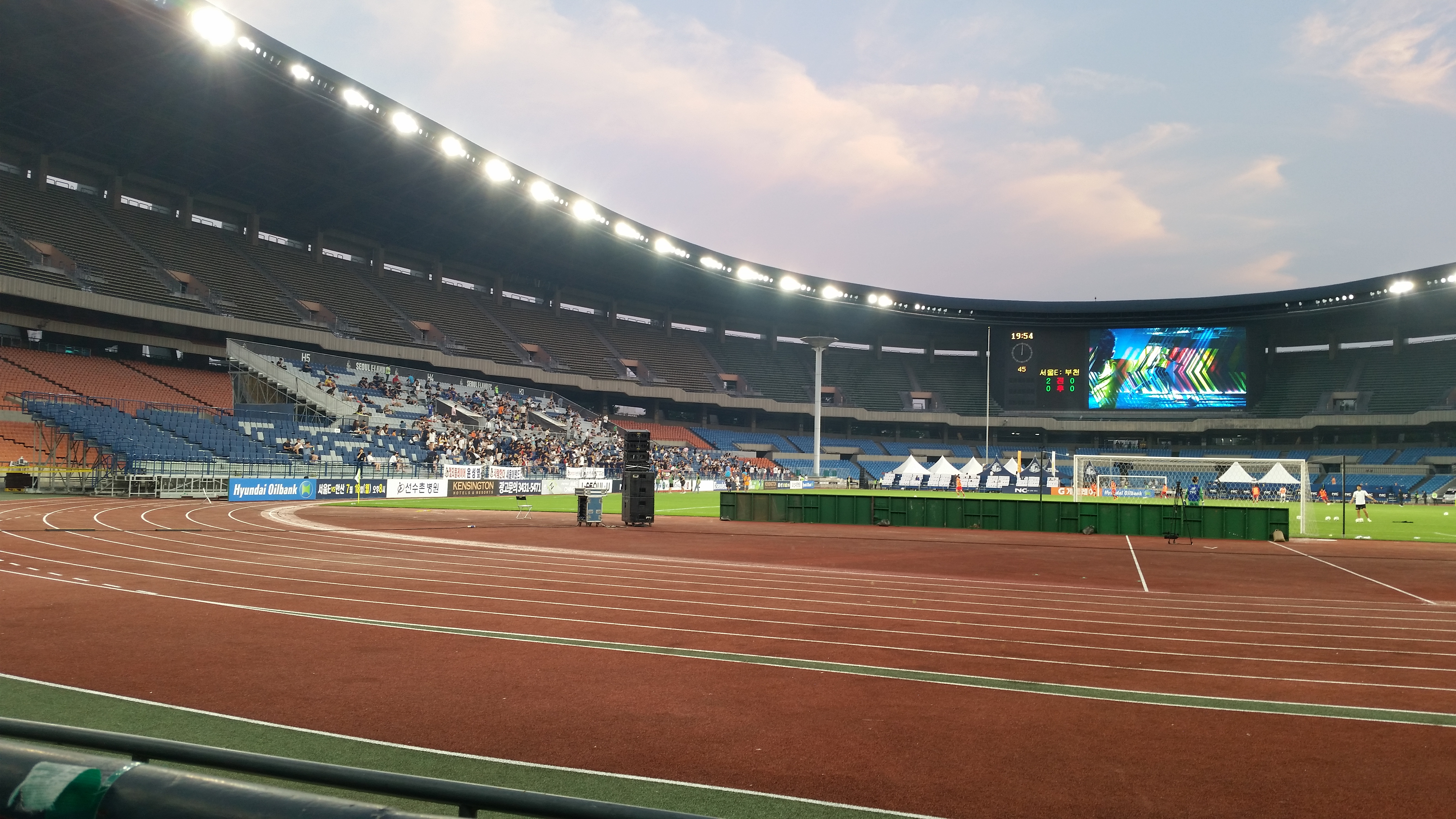
Innenraum des Olympiastadions im Jahr 2016

Das Kugelstoßen der Männer bei den Olympischen Spielen 1988 in Seoul wurde am 23. September 1988 in zwei Runden im Olympiastadion Seoul ausgetragen. 21 Athleten nahmen teil.
Olympiasieger wurde Ulf Timmermann aus der DDR. Er gewann vor dem US-Amerikaner Randy Barnes und dem Schweizer Werner Günthör.
Neben dem Olympiasieger Timmermann ging für die DDR zudem Udo Beyer, Olympiasieger von 1976, an den Start. Beyer erreichte das Finale und belegte Rang vier.

Der Österreicher Klaus Bodenmüller scheiterte in der Qualifikation.

Athleten aus der Bundesrepublik Deutschland und Liechtenstein nahmen nicht teil.

## Aktuelle Titelträger
| Olympiasieger 1984                      | Alessandro Andrei ( Italien)       | 21,26 m | Los Angeles 1984  |
| Weltmeister 1987                        | Werner Günthör ( Schweiz)          | 22,23 m | Rom 1987          |
| Europameister 1986                      | Werner Günthör ( Schweiz)          | 22,22 m | Stuttgart 1986    |
| Panamerikanischer Meister 1987          | Gert Weil ( Chile)                 | 20,21 m | Indianapolis 1987 |
| Zentralamerika und Karibik-Meister 1987 | Marciso Boué ( Kuba)               | 18,15 m | Caracas 1987      |
| Südamerika-Meister 1987                 | Gert Weil ( Chile)                 | 19,35 m | São Paulo 1987    |
| Asienmeister 1987                       | Ma Yongfeng ( Volksrepublik China) | 18,32 m | Singapur 1987     |
| Afrikameister 1988                      | Ahmed Mohamed Ashoush ( Ägypten)   | 19,40 m | Annaba 1988       |

## Rekorde

### Bestehende Rekorde
| Weltrekord         | 23,06 m | Ulf Timmermann ( DDR)             | Chania, Kreta (Griechenland)                   | 22. Mai 1988  |
| Olympischer Rekord | 21,35 m | Wladimir Kisseljow ( Sowjetunion) | Finale OS Moskau, Sowjetunion (heute Russland) | 30. Juli 1980 |

### Rekordverbesserung
Im Finale am 23. September verbesserte Olympiasieger Ulf Timmermann aus der DDR den bestehenden olympischen Rekord viermal:
- 22,02 m, erster Versuch
- 22,16 m, dritter Versuch
- 22,29 m, fünfter Versuch
- 22,47 m, sechster Versuch

## Legende
Kurze Übersicht zur Bedeutung der Symbolik – so üblicherweise auch in sonstigen Veröffentlichungen verwendet:
| – | verzichtet |
| x | ungültig   |

## Qualifikation
Datum: 23. September 1988, 9:10 Uhr
Für die Qualifikation wurden die Athleten wurden in zwei Gruppen gelost. Fünf Athleten (hellblau unterlegt) übertrafen die direkte Finalqualifikationsweite von 20,20 m. Damit war die Mindestanzahl von zwölf Finalteilnehmern nicht erreicht. So wurde das Finalfeld mit sieben weiteren Wettbewerbern aus beiden Gruppen (hellgrün unterlegt) über die nächstbesten Weiten auf zwölf Starter aufgefüllt. Für die Finalteilnahme reichten schließlich 19,71 m.

### Gruppe A
| Platz | Name               | Nation              | 1. Versuch | 2. Versuch | 3. Versuch | Weite   |
| ----- | ------------------ | ------------------- | ---------- | ---------- | ---------- | ------- |
| 1     | Ulf Timmermann     | DDR                 | 21,27 m    | –          | –          | 21,27 m |
| 2     | Randy Barnes       | USA                 | 20,16 m    | 20,83 m    | x          | 20,83 m |
| 3     | Alessandro Andrei  | Italien             | 19,72 m    | 20,18 m    | 19,93 m    | 20,18 m |
| 4     | Gert Weil          | Chile               | 20,18 m    | 19,58 m    | 19,59 m    | 20,18 m |
| 5     | Jim Doehring       | USA                 | 16,89 m    | 17,66 m    | 19,73 m    | 19,73 m |
| 6     | Georgi Todorow     | Bulgarien           | 19,25 m    | 19,02 m    | 19,68 m    | 19,68 m |
| 7     | Klaus Bodenmüller  | Österreich          | 18,89 m    | 17,54 m    | –          | 18,89 m |
| 8     | Ma Yongfeng        | Volksrepublik China | 17,48 m    | 17,79 m    | 18,27 m    | 18,27 m |
| 9     | Ahmed Kamel Shatta | Ägypten             | 16,94 m    | 17,61 m    | 17,37 m    | 17,61 m |
| 10    | Paul Edwards       | Großbritannien      | 17,13 m    | 17,11 m    | 17,28 m    | 17,28 m |
| 11    | Han Min-soo        | Südkorea            | 15,67 m    | 15,68 m    | 15,64 m    | 15,68 m |

### Gruppe B
| Platz | Name                  | Nation           | 1. Versuch | 2. Versuch | 3. Versuch | Weite   |
| ----- | --------------------- | ---------------- | ---------- | ---------- | ---------- | ------- |
| 1     | Udo Beyer             | DDR              | x          | 20,97 m    | –          | 20,97 m |
| 2     | Werner Günthör        | Schweiz          | 20,70 m    | –          | –          | 20,70 m |
| 3     | Sergei Smirnow        | Sowjetunion      | 20,13 m    | 20,48 m    | –          | 20,48 m |
| 4     | Remigius Machura      | Tschechoslowakei | 19,88 m    | 20,16 m    | x          | 20,16 m |
| 5     | Georg Andersen        | Norwegen         | x          | 19,95 m    | 20,05 m    | 20,05 m |
| 6     | Helmut Krieger        | Polen            | 19,42 m    | x          | 19,75 m    | 19,75 m |
| 7     | Gregg Tafralis        | USA              | 19,71 m    | 19,44 m    | x          | 19,71 m |
| 8     | Pétur Guðmundsson     | Island           | 19,21 m    | x          | x          | 19,21 m |
| 9     | Ahmed Mohamed Ashoush | Ägypten          | 18,19 m    | 18,94 m    | 18,50 m    | 18,94 m |
| 10    | Mohamed al-Zinkawi    | Kuwait           | x          | 15,34 m    | 15,92 m    | 15,92 m |

## Finale

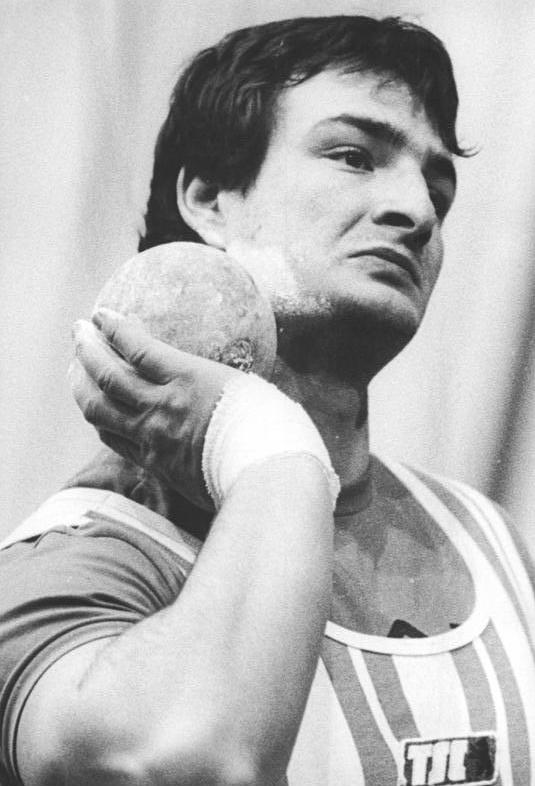
Olympiasieger Ulf Timmermann

Datum: 23. September 1988, 16:10 Uhr
| Platz | Name              | Nation           | 1. Versuch | 2. Versuch | 3. Versuch | 4. Versuch                               | 5. Versuch                               | 6. Versuch                               | Endresultat | Anmerkung |
| ----- | ----------------- | ---------------- | ---------- | ---------- | ---------- | ---------------------------------------- | ---------------------------------------- | ---------------------------------------- | ----------- | --------- |
| 1     | Ulf Timmermann    | DDR              | 22,02 m OR | 21,31 m    | 22,16 m OR | 21,90 m                                  | 22,29 m OR                               | 22,47 m OR                               | 22,47 m     | OR        |
| 2     | Randy Barnes      | USA              | 20,17 m    | 20,72 m    | x          | 21,31 m                                  | 21,01 m                                  | 22,39 m                                  | 22,39 m     |           |
| 3     | Werner Günthör    | Schweiz          | 21,45 m    | 21,59 m    | 21,70 m    | 20,98 m                                  | 21,99 m                                  | 21,61 m                                  | 21,99 m     |           |
| 4     | Udo Beyer         | DDR              | x          | 21,40 m    | 20,84 m    | 20,82 m                                  | 21,30 m                                  | 21,31 m                                  | 21,40 m     |           |
| 5     | Remigius Machura  | Tschechoslowakei | 20,57 m    | 20,03 m    | 20,16 m    | 20,36 m                                  | 20,12 m                                  | 20,29 m                                  | 20,57 m     |           |
| 6     | Gert Weil         | Chile            | 20,22 m    | 20,09 m    | x          | 20,23 m                                  | 20,21 m                                  | 20,38 m                                  | 20,38 m     |           |
| 7     | Alessandro Andrei | Italien          | 19,71 m    | 20,17 m    | 20,06 m    | 19,93 m                                  | 20,36 m                                  | 20,26 m                                  | 20,36 m     |           |
| 8     | Sergei Smirnow    | Sowjetunion      | 20,11 m    | x          | 20,36 m    | x                                        | x                                        | x                                        | 20,36 m     |           |
|       |                   |                  |            |            |            |                                          |                                          |                                          |             |           |
| 9     | Gregg Tafralis    | USA              | 20,16 m    | x          | x          | nicht im Finale der besten acht Athleten | nicht im Finale der besten acht Athleten | nicht im Finale der besten acht Athleten | 20,16 m     |           |
| 10    | Georg Andersen    | Norwegen         | x          | x          | 19,91 m    | nicht im Finale der besten acht Athleten | nicht im Finale der besten acht Athleten | nicht im Finale der besten acht Athleten | 19,91 m     |           |
| 11    | Jim Doehring      | USA              | 19,27 m    | x          | 19,89 m    | nicht im Finale der besten acht Athleten | nicht im Finale der besten acht Athleten | nicht im Finale der besten acht Athleten | 19,89 m     |           |
| 12    | Helmut Krieger    | Polen            | x          | 19,51 m    | x          | nicht im Finale der besten acht Athleten | nicht im Finale der besten acht Athleten | nicht im Finale der besten acht Athleten | 19,51 m     |           |

Für das Finale hatten sich zwölf Athleten qualifiziert, fünf von ihnen über die geforderte Qualifikationsweite. Alle drei US-Athleten waren im Finale dabei und trafen auf zwei DDR-Sportler. Hinzu kamen jeweils ein Teilnehmer aus Chile, Italien, Norwegen, Polen, der Schweiz und der Tschechoslowakei.
Welt- und Europameister Werner Günthör aus der Schweiz traf auf den Weltrekordler Ulf Timmermann aus der DDR und dessen Landsmann Udo Beyer, der schon 1976 Olympiagold gewonnen hatte. Auch der US-Athlet Randy Barnes wurde stark eingeschätzt. Der Olympiasieger von 1984 Alessandro Andrei aus Italien hatte sich ebenfalls für das Finale qualifiziert, hatte jedoch nicht mehr die Form, um ganz vorne mitzuhalten.
Timmermann ging in der ersten Runde mit 22,02 m in Führung, das war ein neuer olympischer Rekord. Günthör folgte mit 21,45 m auf Platz zwei. Im zweiten Versuch verbesserte sich Günthör auf 21,59 m und festigte damit seinen zweiten Platz. Beyer schob sich mit 21,40 m jetzt auf Rang drei. Im dritten Durchgang gab es weitere Verbesserungen: Timmermann stieß 22,16 m – wiederum Olympiarekord – und Günthör kam auf 21,70 m. Im fünften Versuch schaffte Günthör mit 21,99 m seine Bestweite, während sich Timmermann noch einmal auf 22,29 m verbesserte und damit zum dritten Mal olympischen Rekord in diesem Finale erzielte. Eine vierte Rekordsteigerung gelang ihm mit seinem letzten Versuch, als Ulf Timmermann die Kugel 22,47 m weit stieß. Das war auch der Olympiasieg. Mit 22,39 m verbesserte sich Randy Barnes, der bislang auf Platz vier gelegen hatte, um mehr als einen Meter noch auf Platz zwei und gewann mit dieser Weite die Silbermedaille. Für Werner Günthör mit seinen 21,99 m aus dem fünften Durchgang gab es Bronze. Udo Beyer wurde durch die Steigerung von Barnes auf den undankbaren vierten Platz verdrängt. Der Tschechoslowake Remigius Machura wurde Fünfter, der Chilene Gert Weil kam auf Rang sechs und lag damit zwei Zentimeter vor dem Olympiasieger der vorangegangenen Spiele Alessandro Andrei.
Zwei Athleten übertrafen in diesem hochklassigen Wettbewerb die 22-Meter-Marke, zwei weitere stießen weiter als 21 Meter und noch der Olympianeunte erreichte eine Weite von mehr als zwanzig Metern.
Werner Günthör war der erste Medaillengewinner der Schweiz im Kugelstoßen.

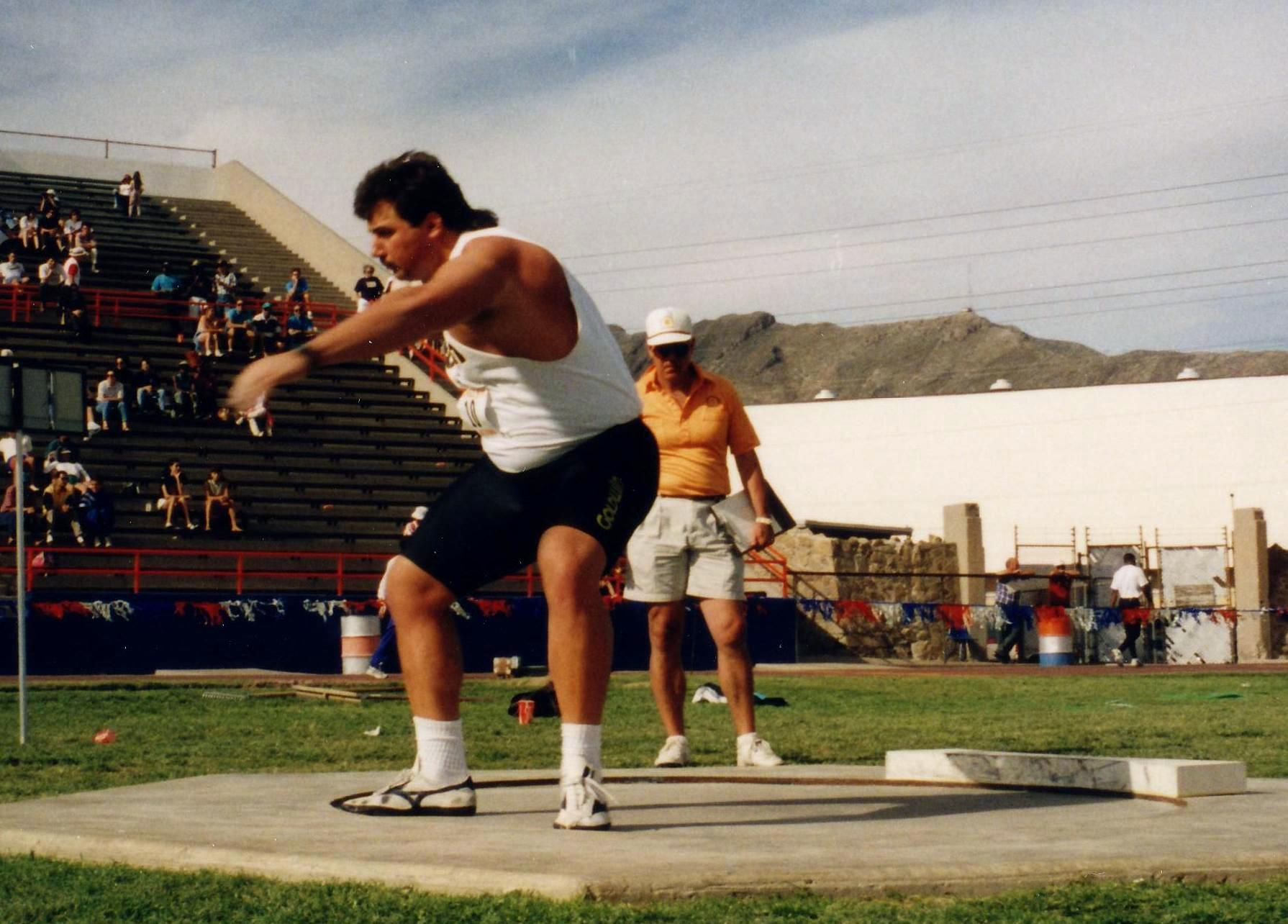
Randy Barnes, Gewinner der Silbermedaille, in einer Aufnahme von 1994
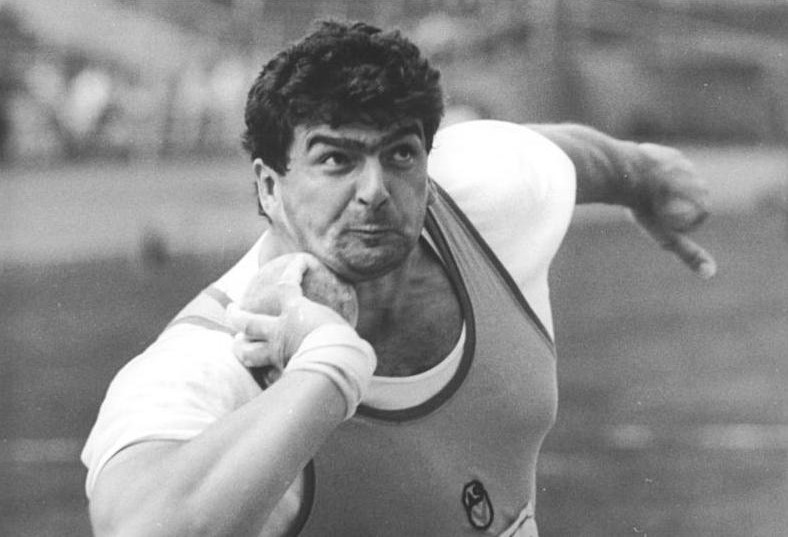
Udo Beyer, 1976 Olympiasieger, erreichte Platz vier
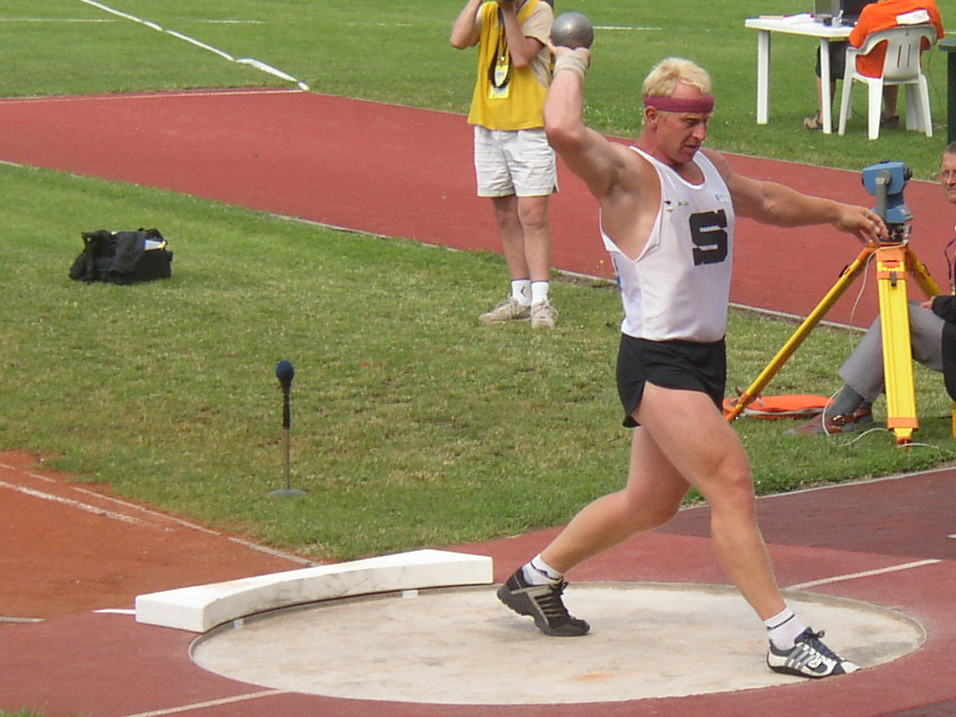
Remigius Machura belegte Rang fünf
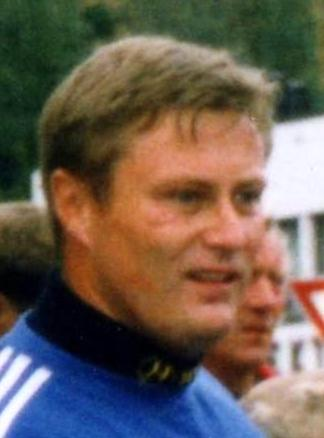
Georg Andersen kam auf den zehnten Platz

## Videolinks
- 1988 Olympic Games Men's Shot, veröffentlicht am 5. Juni 2012 auf youtube.com, abgerufen am 28. Januar 2018
- 1988 Olympics Shot Put Finals Randy Barnes & Ulf Timmermann, youtube.com, abgerufen am 2. Dezember 2021
- Randy Barnes (USA) 22.39 meters 1988 Seoul Olympics, youtube.com, abgerufen am 2. Dezember 2021